# Эмбриако, Гульельмо
Гульельмо Эмбриако (итал. Guglielmo Embriaco; ок. 1040—1102) — генуэзский купец и полководец, пришедший на помощь крестоносцам во время первого крестового похода. Эмбриако считается одним из основателей Генуэзской республики.

## Биография
Эмбриако, вероятно, родился в конце 1030-х годов, однако не был известен, пока не высадился в Яффо в июне 1099 года с эскадрой галер. Сначала они двинулись на юг к Аскалону, но египетская армия вынудила их двинуться вглубь страны к осаде Иерусалима, которая тогда уже продолжалась. Материалы из разобранных кораблей они использовали для осадных башен, которые сыграли важную роль в успешном взятии города 15 июля. Именно там Эмбриако получил прозвище «голова молот».
Эмбриако участвовал во взятии Яффы, а затем, в битве при Аскалоне 12 августа, где он командовал морскими силами на берегу. Эмбриако и его брат Примо ди Кастелло вернулись в Геную с письмами от Годфрида Бульонского и Даймберта Пизанского, защитника Гроба Господня и латинского патриарха Иерусалима, в которых сообщалось об успехах крестоносцев и о необходимости срочного подкрепления. Они прибыли в Геную 24 декабря. Эмбриако получил от Компаньи (средневековая коммуна Генуи) титул  «консула генуэзской армии».  1 августа 1100 года он отправился в обратный путь с флотом из 27 галер, 6 грузовых судов, с армией из 4000 тысяч генуэзцев. Он отплыл с новым папским легатом, кардиналом-епископом Остии.
После второго прибытия в Святую землю он встретился в Латакии с королем Балдуином I, и они вместе спланировали новый поход на следующий год. В Латакии он перезимовал и провел множество стычек с сарацинскими корсарами. В марте 1101 года он отплыл из Латакии, избежав большого египетского флота у Хайфы, и высадился в Яффе в пасхальный понедельник. Оттуда он сопровождал Балдуина в Иерусалим для празднования Пасхи и посещения реки Иордан. Генуэзцам была обещана треть добычи, полученной в ходе военной кампании, и они отправились в Арсуф, который пал через три дня 9 мая. Кесария продержалась до 17 мая. Тысяча арабских купцов, укрывшихся в мечети, заплатила генуэзцам за свое освобождение и безопасность.
В июле 1101 года Эмбриако вернулся в Геную, заключив договор с Танкредом, князем Галилеи. Он встретил византийский флот у Ионических островов и высадился на Корфу, чтобы отправить послов в Константинополь. В октябре он с триумфом вошел в Геную.
В феврале 1102 года он был избран консулом, однако это последнее упоминание о нём.